# Elezioni parlamentari in Bielorussia del 2016

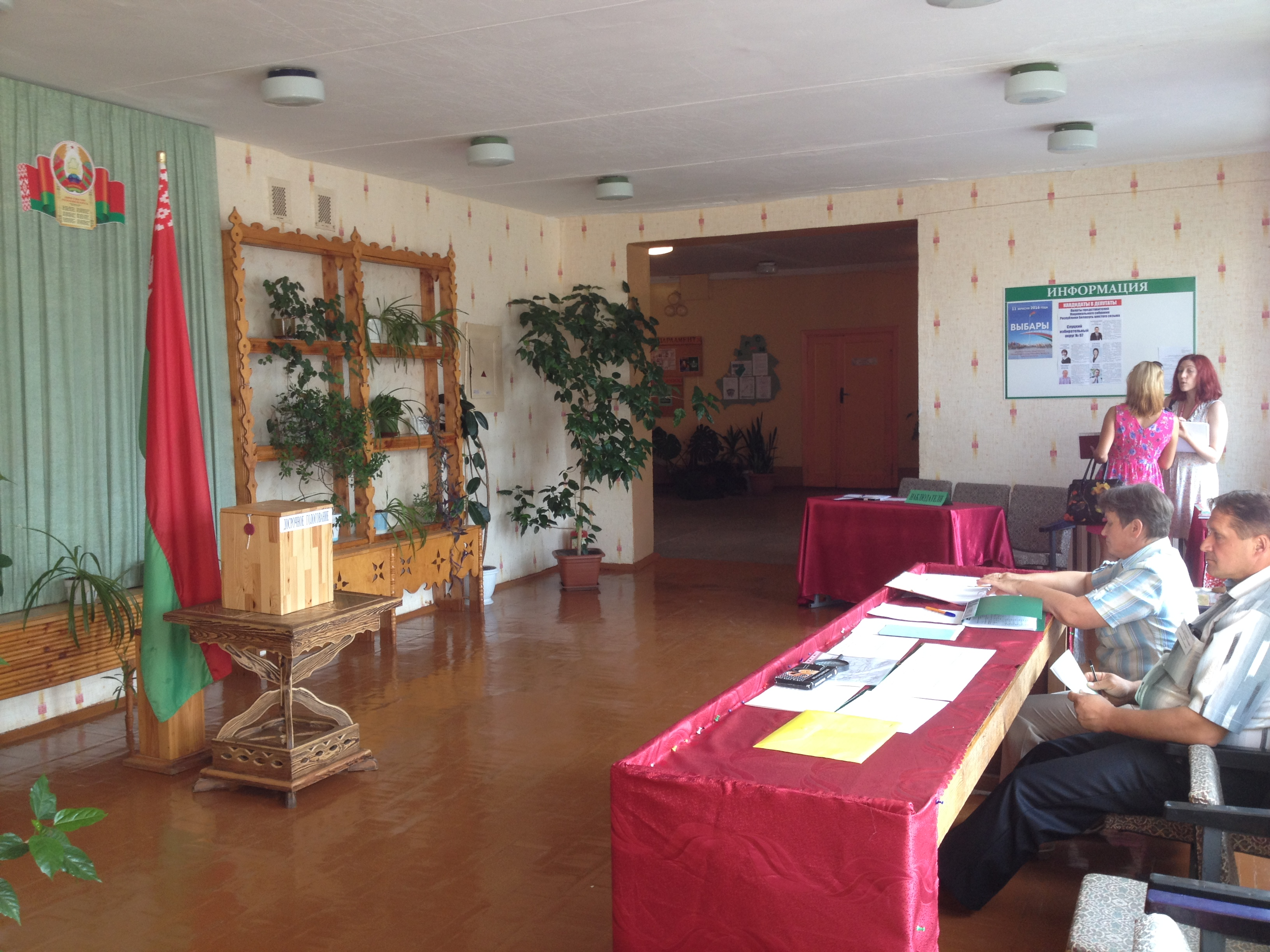
Seggio elettorale a Povstyn.

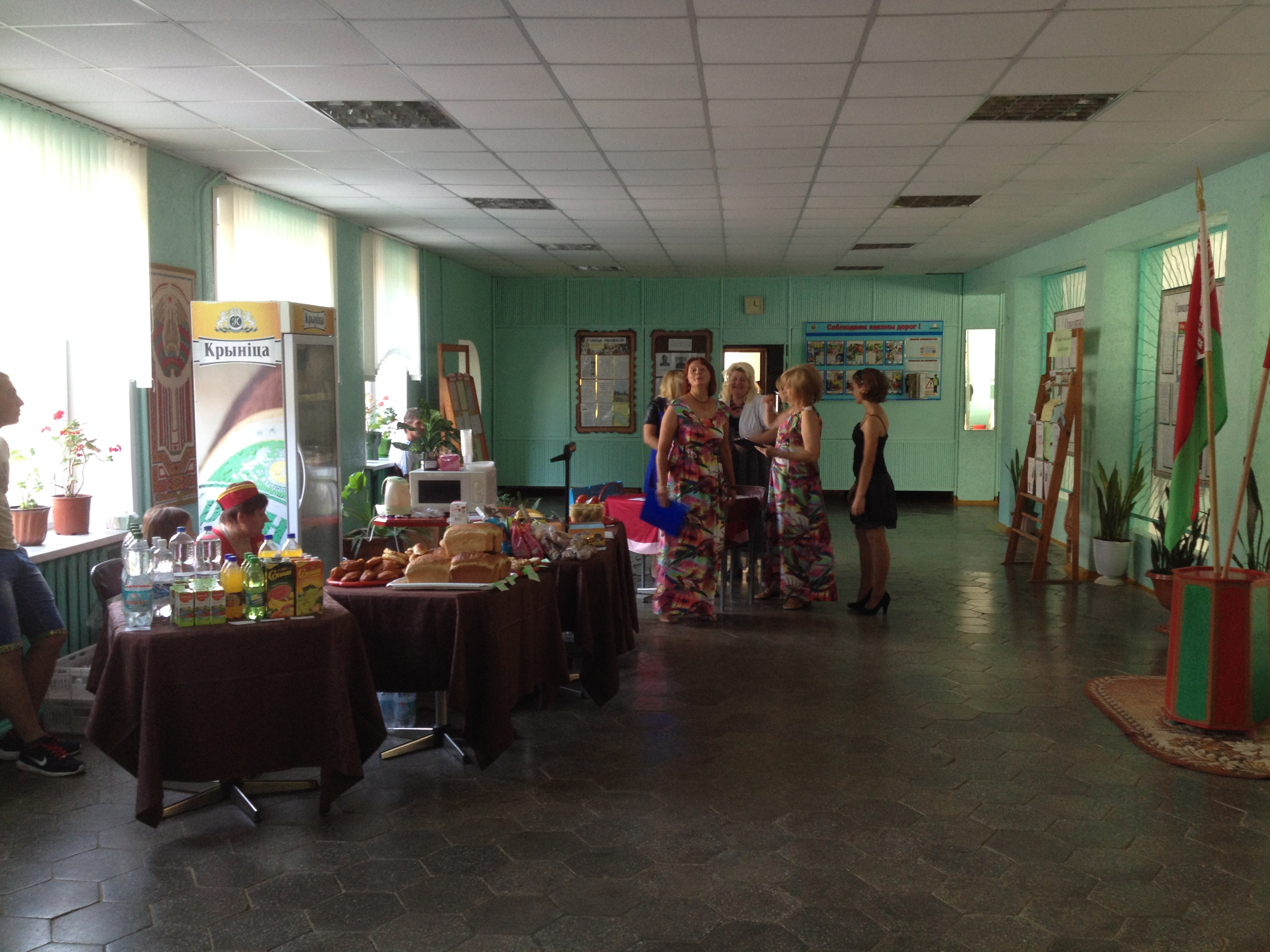
Alcune donne cantano vicino al seggio elettorale di Veseia.

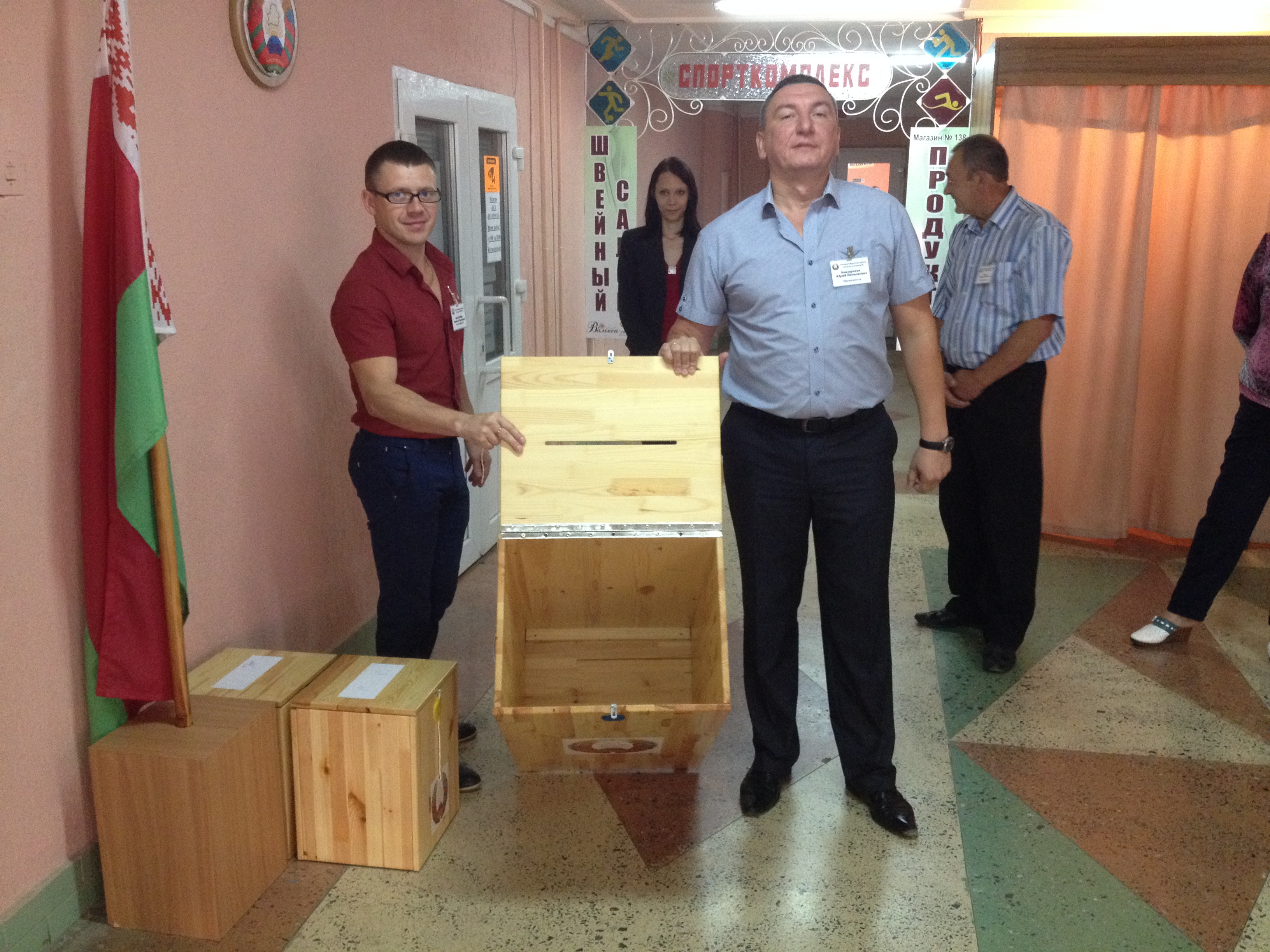
Membri di un seggio elettorale a Slutsk mostrano le urne vuote prima dell'inizio della votazione.

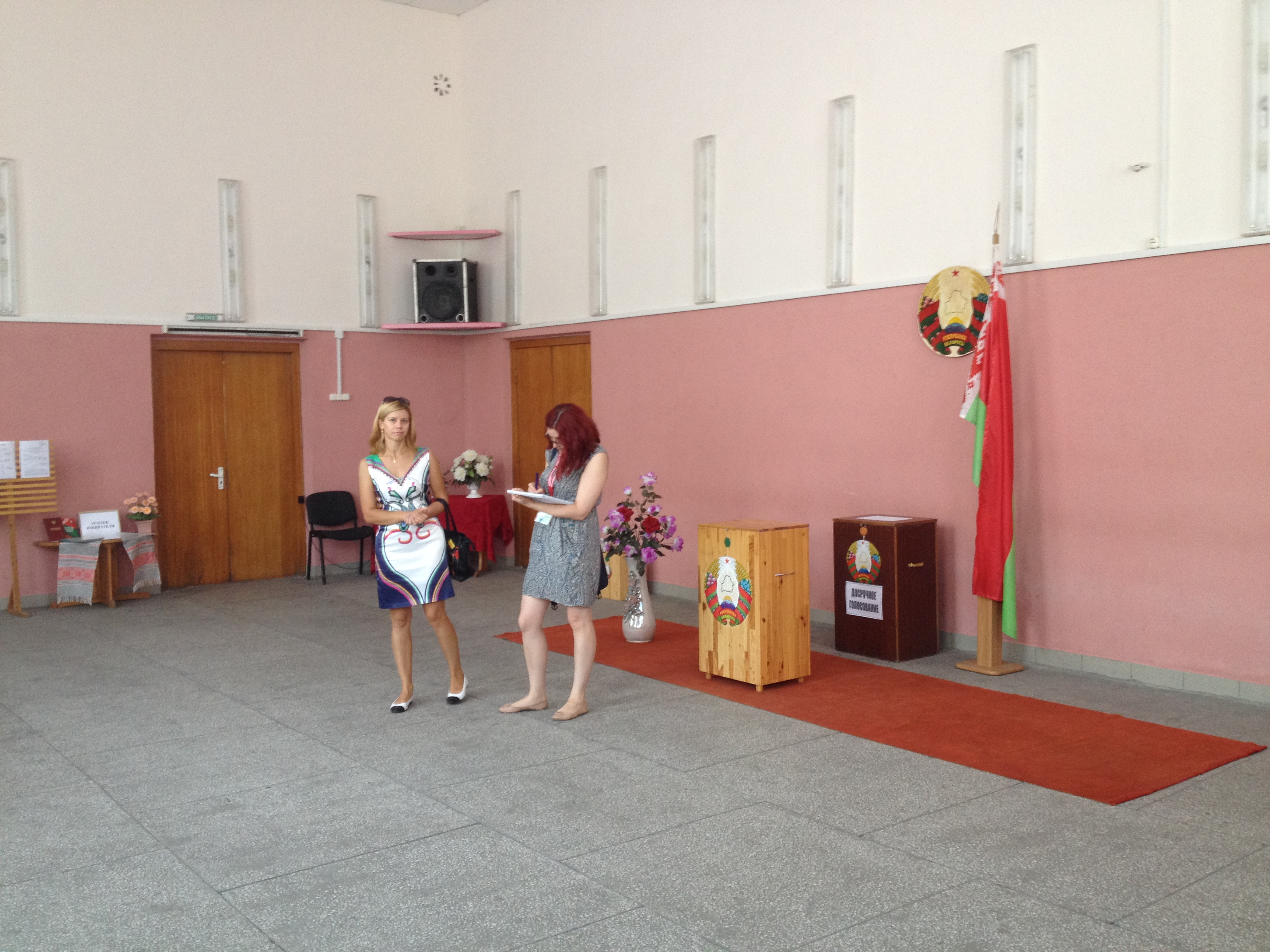
Osservatori dell'OSCE in un seggio elettorale a Bokshytsy.

Le elezioni parlamentari in Bielorussia del 2016 si sono svolte l'11 settembre.

## Sistema elettorale
I 110 membri della Camera dei rappresentanti erano stati precedentemente eletti utilizzando il sistema a due turni. Tuttavia, nel 2013 fu introdotto una nuova legge elettorale, che aboliva il vincolo per i candidati di ricevere la maggioranza assoluta, cambiando così in maniera radicale il sistema di voto con il sistema uninominale secco. Tutti i candidati sono eletti nei collegi elettorali uninominali. Tuttavia, se è presente un solo candidato, è necessario che riceva almeno il 50% dei voti espressi (gli elettori possono anche votare contro tutti). L'affluenza alle urne in un collegio elettorale deve essere almeno del 50%, affinché le elezioni siano ritenute valide.
Nei casi in cui l'affluenza alle urne non fosse stata raggiunta oppure nessun candidato fosse stato eletto, le elezioni devono essere ripetute. 

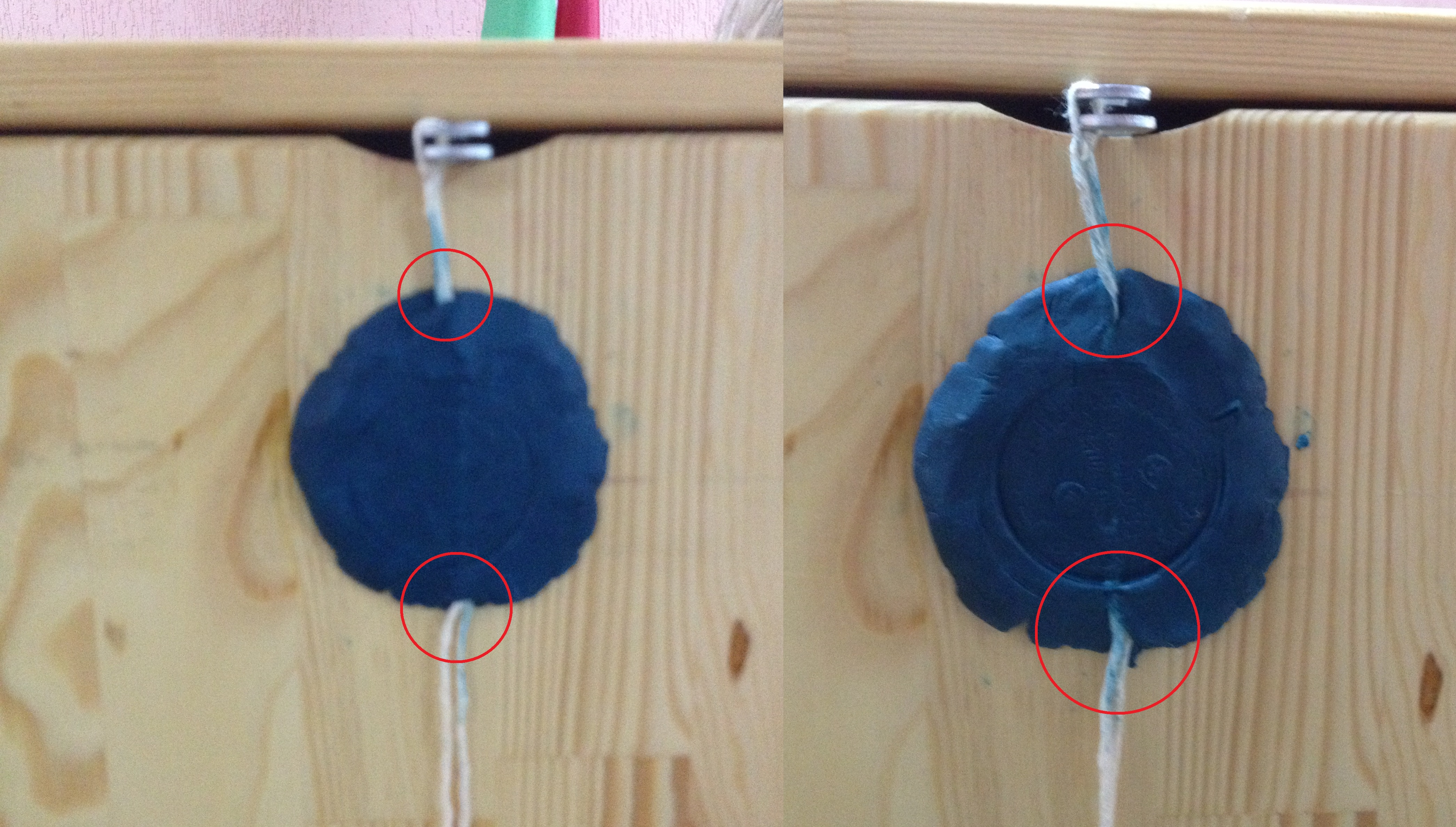
Sigillo su urna utilizzate per il voto anticipato a Slutsk. La foto a sinistra è stata scattata la sera dell'ultimo giorno delle votazioni anticipate; a destra la mattina del giorno successivo.

| Regione            | Seggi |
| ------------------ | ----- |
| Città di Minsk     | 20    |
| Regione di Brėst   | 16    |
| Regione di Homel'  | 17    |
| Regione di Hrodna  | 13    |
| Regione di Mahilëŭ | 13    |
| Regione di Minsk   | 17    |
| Regione di Vicebsk | 14    |
| Seggi totali       | 110   |

## Partiti concorrenti
Il filo-governativo Partito Comunista della Bielorussia, il Partito Democratico Liberale, il Partito Repubblicano del Lavoro e della Giustizia e il Partito Patriottico Bielorusso hanno partecipato tutti alle elezioni, mentre molti candidati filo-governativi hanno corso come indipendenti.
Contrariamente alle precedenti elezioni parlamentari del 2012, l'opposizione non ha boicottato le elezioni, formando invece un'alleanza sotto il nome di Prava Vybora (Il diritto di scegliere) composta dal Partito BPF, dalla Democrazia Cristiana Bielorussa, dal Partito Socialdemocratico Bielorusso (Assemblea), il movimento Za svabodu, il Partito civico unito della Bielorussia, il Partito bielorusso "I Verdi", il Partito liberale bielorusso di libertà e progresso e il sindacato dell'industria elettrica. Anche il Partito Bielorusso della Sinistra "Un mondo giusto" ha partecipato alle elezioni.
| Partito                                             | Leader             | Ideologia                     | Posizione                                                      | Numero di partecipanti (circoscrizioni) |
| --------------------------------------------------- | ------------------ | ----------------------------- | -------------------------------------------------------------- | --------------------------------------- |
| Partito Democratico Liberale                        | Sergei Gaidukevich | Panslavismo                   | Opposizione costruttiva (de iure) Pro-governo (de facto)       | 73                                      |
| Partito civico unito della Bielorussia              | Anatoly Lebedko    | Conservatorismo liberale      | Parte dell'alleanza dell'opposizione "Il diritto di scegliere" | 53                                      |
| Partito BPF                                         | Alaksej Janukevich | Nazionalismo bielorusso       | Parte dell'alleanza dell'opposizione "Il diritto di scegliere" | 45                                      |
| Partito Bielorusso della Sinistra "Un mondo giusto" | Sergey Kalyakin    | Socialismo democratico        | Opposizione                                                    | 37                                      |
| Partito Comunista della Bielorussia                 | Igor Karpenko      | Comunismo, marxismo-leninismo | Pro-governo                                                    | 36                                      |
| Partito socialdemocratico bielorusso (Assemblea)    | Irina Veshtard     | Democrazia sociale            | Parte dell'alleanza dell'opposizione "Il diritto di scegliere" | 27                                      |
| Partito repubblicano del lavoro e della giustizia   | Vasil Zadnyaprany  | Democrazia sociale            | Pro-governo                                                    | 16                                      |
| Partito patriottico bielorusso                      | Nikolai Ulakhovich | Giustizia sociale             | Pro-governo                                                    | 16                                      |
| Partito bielorusso "I Verdi"                        | Aleh Novikaŭ       | Politica verde                | Parte dell'alleanza dell'opposizione "Il diritto di scegliere" | 5                                       |

## Esito
La Commissione elettorale centrale ha dichiarato che le elezioni sono state ritenute valide in tutti i collegi elettorali. Allo stesso tempo, alcuni osservatori indipendenti hanno dichiarato che i dati sull'affluenza erano stati falsificati in molti collegi elettorali (in particolare a Minsk), e che l'affluenza reale era inferiore al 50% richiesta perché i risultati in un collegio elettorale fossero considerati validi.
Le elezioni hanno visto la vittoria di due candidati dell'opposizione, i primi dal 2004: Hanna Kanapatskaya, un membro del Partito civico unito ha vinto in uno dei collegi elettorali di Minsk, mentre la candidata indipendente Alena Anisim ha vinto in un collegio elettorale nella regione di Minsk. Gli altri 93 candidati indipendenti erano considerati filogovernativi. Il Partito Comunista della Bielorussia, il Partito repubblicano del lavoro e della giustizia e il Partito patriottico bielorusso sostengono tutti il presidente Aljaksandr Lukašėnka, e sebbene il Partito liberale democratico dichiari di essere "un'opposizione democratica costruttiva", è de facto pro-governo.

## Risultati

Ripartizione dei seggi

| Liste                | Liste                                               | Voti      | %     | Seggi | +/-   |
| -------------------- | --------------------------------------------------- | --------- | ----- | ----- | ----- |
|                      | Partito Comunista della Bielorussia                 | 380.770   | 7,40  | 8     | 5     |
|                      | Partito Democratico Liberale                        | 218.081   | 4,24  | 1     | 1     |
|                      | Partito Repubblicano del Lavoro e della Giustizia   | 147.378   | 2,87  | 3     | 2     |
|                      | Partito Civico Unito                                | 111.227   | 2,16  | 1     | nuovo |
|                      | Partito Patriottico Bielorusso                      | 111.045   | 2,16  | 3     | nuovo |
|                      | Partito FPB                                         | 88.511    | 1,72  | 0     | 0     |
|                      | Partito Bielorusso della Sinistra "Un mondo giusto" | 72.185    | 1,40  | 0     | 0     |
|                      | Partito Socialdemocratico Bielorusso (Assemblea)    | 66.381    | 1,29  | 0     | 0     |
|                      | Partito Verde Bielorusso                            | 9.038     | 0,18  | 0     | nuovo |
|                      | Indipendenti                                        | 3.445.562 | 67,01 | 94    | 11    |
|                      | Nessun candidato                                    | 491.986   | 9,57  | -     | -     |
| Schede bianche/nulle | Schede bianche/nulle                                | 69.707    | -     | -     | -     |
| Totale               | Totale                                              | 5.211.871 | 100   | 110   | 0     |
| Elettori/affluenza   | Elettori/affluenza                                  | 6.978.490 | 74,68 | -     | -     |